# Sezgin Coşkun
Sezgin Coşkun (* 23. August 1984 in Çıldır, Provinz Ardahan) ist ein türkischer Fußballspieler.

## Karriere
Coşkun begann seine Profikarriere 2002 bei Çorluspor in der dritten türkischen Fußballliga. Er durchlief später die Stationen Eyüpspor und Gaziantep Büyükşehir Belediyespor. Mit Gaziantep BB spielte er in der 2. türkischen Liga. 
Im Jahr 2007 wechselte er zusammen mit seinem Teamkollegen Serdar Özbayraktar zum Ligakonkurrenten Eskişehirspor. Hier gelang im ersten Jahr durch den Play-off-Sieg der TFF 1. Lig der Aufstieg in die erste türkische Fußballliga. Ab 2008 war er als Mannschaftskapitän aktiv. Er erreichte mit dem Verein in der Saison 2011/12 mit dem 5. Tabellenplatz die beste Erstligaplatzierung seit 37 Jahren. In der Saison 2013/14 gehörte er auch dem Kader an die das Finale des türkischen Pokals erreichte, hier jedoch an Galatasaray Istanbul scheiterte. Im Sommer 2016 steig er mit seinem Verein wieder in die 1. Lig ab.
Zur Saison 2016/17 verließ er nach neunjähriger Zugehörigkeit und wechselte zum Drittligisten MKE Ankaragücü. Mit diesem Klub beendete er die Saison als Meister und stieg in die TFF 1. Lig auf. Nach diesem Erfolg verließ Coşkun die Hauptstädter und zog zum Drittligisten Sakaryaspor weiter. Bei diesem Verein blieb er nur etwa elf Tage unter Vertrag und wechselte dann zum Zweitligisten Elazığspor.

## Erfolge
Eskişehirspor
- Tabellenfünfter der Süper Lig: 2011/12
- Play-off-Sieger der TFF 1. Lig und Aufstieg in die Süper Lig: 2007/08
- Türkischer Pokalfinalist: 2013/14

MKE Ankaragücü
- Meister der TFF 2. Lig und Aufstieg in die TFF 1. Lig: 2016/17